# Blossom Valley
Blossom Valley es un área no incorporada ubicada del condado de San Diego en el estado estadounidense de California. La localidad se encuentra ubicada al norte de la Interestatal 8 en la comunidad rural de Alpine.